# Аминев, Евгений Алексеевич
Евге́ний Алексе́евич Аминев (род. 13 мая 1943, Старая Кулатка, Ульяновская область) — советский и российский тренер по самбо, Заслуженный тренер России. Судья международной категории.

## Биография
Отец был партийным работником, мать работала в райкоме партии. В детстве увлекался, помимо самбо, ещё и лёгкой атлетикой, баскетболом и ручным мячом. В 1965 году переехал в Тольятти. В 1997 году на чемпионате мира среди ветеранов занял второе место. У Евгения Аминева два сына, оба являются мастерами спорта по самбо.
За годы тренерской работы подготовил 28 мастеров спорта. Самым известным из его воспитанников является Заслуженный мастер спорта России Михаил Зюзин. Среди его учеников также Альфред Кох (ставший под руководством Аминева кандидатом в мастера спорта) и министр экономики и прогнозирования СССР Владимир Щербаков.